# 廖発寿
廖 発寿（りょう はつじゅ、Liao Fashou、? - 1864年）は、太平天国の指導者の一人。
1860年、忠王李秀成に従って浙江省の嘉興を攻略した。1861年、満天安に任じられた。1861年、嘉興の守将の陳炳文が杭州の守りについたため、後任の守将となり、満天義に昇進した。さらに1863年、栄王に封じられた。廖発寿は軍紀を厳格にし、防衛体制を強化した。しかしそのころには蘇州は李鴻章の淮軍によって陥落し、嘉興は孤立していた。廖発寿は敵の指揮官の総兵程学啓を討ちとるなど善戦したが、嘉興は陥落し、捕らえられて処刑された。